# Grangea
Grangea là một chi thực vật có hoa trong họ Cúc (Asteraceae).

## Loài
Chi Grangea gồm các loài: